# Yu Zidi
Yu Zidi (en chino: 于子迪; 16 de octubre de 2012) es una deportista china que compite en natación, especialista en el estilo combinado. Ganó una medalla de bronce en el Campeonato Mundial de Natación de 2025, en la prueba de 4 × 200 m libre.

## Palmarés internacional
| Campeonato Mundial | Campeonato Mundial  | Campeonato Mundial | Campeonato Mundial |
| Año                | Lugar               | Medalla            | Prueba             |
| ------------------ | ------------------- | ------------------ | ------------------ |
| 2025               | Singapur (Singapur) | Medalla de bronce  | 4 × 200 m libre    |